# Synagogue orthodoxe de Debrecen
La synagogue orthodoxe de Debrecen, une ville de l'est de la Hongrie, a été construite en 1894. La synagogue est un monument culturel protégé. Elle a été construite selon les plans de l'architecte Jakob Gartner.

## Littérature
- Rudolf Klein : Zsinagógák Magyarországon 1782–1918 : fejlődéstörténet, tipológia és építészeti jelentőség / Synagogues en Hongrie 1782–1918. Généalogie, typologie et signification architecturale. TERC, Budapest 2011  (ISBN 978-963-9968-01-1), p. 272-274.

## Liens web
47.530421.62107Koordinaten: 47° 31′ 49,4″ N, 21° 37′ 15,9″ O